# Hellogoodbye
Hellogoodbye es una banda estadounidense de power pop formada por Forrest Kline (vocalista y guitarrista), Jesse Kurvink (sintetizador y vocalista de apoyo), Marcus Cole (bajista) y Chris Profeta (baterista).

## Historia
La banda se inició en 2001 como un proyecto de Forrest Kline con la ayuda de Jesse Kurvink; Kline empezó grabando canciones en su computadora con el único propósito de entretener a sus amigos. La banda fue creciendo a medida que sus canciones aparecían en MP3.com, un total de once canciones formarían parte de su primer EP nunca realizado oficialmente The Parachute EP.
De acuerdo con Kline, el nombre fue inspirado en la canción Hello, Goodbye de The Beatles y en una línea de la serie de televisión Salvado por la Campana.
En el 2002, la banda comenzó a tocar en conciertos locales sin aún haber grabado un disco. Para las presentaciones en vivo, estaban: Forrest Kline como vocalista y guitarrista, y Jesse Kurvink como sintetizador, acompañados como baterista por Parker Case (que después formó parte de la ya dividida banda JamisonParker y actualmente en Say Anything) o por Aaron Flora (exintegrante de Throwdown y actualmente de la banda Northern). Flora y el bajista Marcus Cole pronto se unieron permanentemente a la banda.
El sello discográfico indie Drive-Thru Records registaron a la banda en enero de 2004. La banda grabó con la disquera su primer EP llamado Hellogoodbye, del cual se grabó un videoclip de la canción Call N' Return (Say That You're Into Me).
En marzo de 2004, Flora dejó la banda y fue reemplazado por el baterista de 16 años Chris Profeta (que formaba parte de A Cutthroat Kiss).
El 8 de agosto de 2006, se lanzó su primer álbum llamado Zombies! Aliens! Vampires! Dinosaurs!, que contiene regrabaciones de su exitoso no-realizado EP.
En enero de 2007, Here (In Your Arms) resurgió en el Top 40 de radio y en el Billboard Top 100 (alcanzando el puesto #14) y en el Pop 100 (alcanzando el #9).

## Integrantes

### Formación actual
- Forrest Kline - vocalista, guitarra, ukulele, compositor
- Auggie Rampolla - teclados, guitarra, bajo, ukulele, percusión
- Andrew Richards - guitarra, ukulele, mandolina
- Michael Garzon - batería, guitarra, vocal de apoyo, mandolina, ukulele, teclados

### Exintegrantes
- Joseph Marro teclados, guitarra
- Travis Head - bajo
- Michael Nielsen - batería
- Aaron Flora - batería
- Chris Profeta - batería, percusión
- Jesse Kurvink - teclados, vocal de apoyo, guitarra
- Marcus Cole - bajo
- Parker Case - batería
- Paul Michael White Jr. - bajo
- Ryan Daly - guitarra

## Discografía

### Álbumes de estudio
- 2006: Zombies! Aliens! Vampires! Dinosaurs!
- 2010: Would It Kill You?
- 2013: Did It Kill You?

### EP
- 2004: Hellogoodbye
- 2006: Remixes!
- 2007: All of Your Love Remixes
- 2008: Ukulele Recordings
- 2009: When We First Met